# Distretto di Viengphoukha
Il distretto di Viengphoukha (in lingua lao ເມືອງວຽງພູຄາ, traslitterato Muang Viengphouka) è uno dei cinque distretti (mueang) della provincia di Luang Namtha, nel Laos. Ha come capoluogo Viengphoukha.